# AC Sparta Praha 2016/2017
Tento článek se podrobně zabývá událostmi ve fotbalovém klubu AC Sparta Praha v sezoně 2016/17 a jeho působení v 1. lize, MOL Cupu a Evropských pohárech. Sparta se v předchozím ročníku umístila na 2. místě a zajistila si tak start ve 3. předkole Ligy mistrů.

## Sezona
Sparta sezonu započala 26. července 2016 utkáním třetího předkola Ligy mistrů proti rumunskému FCSB. První zápas skončil remízou 1:1, v odvetě ale vstřelil rumunský záložník Nicolae Stanciu dva góly (jeden dal i v prvním zápase) a Sparta tak byla přeřazena do 4. předkola EL. V tom porazila dánské SønderjyskE Fodbold těsně 3:2 a postoupila do základních skupin. Sparta byla nalosována do skupiny K spolu s anglickým Southamptonem, italským Interem Milán a izraelským Hapoelem Beer Ševa. V domácí lize se Spartě převážně dařilo, v prvních 6 utkáních 4 vyhrála a 2 remizovala. Pak ale následovalo první utkání EL, kde Sparta prohrála v Southamptonu 0:3, v lize remíza 1:1 se Zlínem a po porážce 0:2 v derby byl propuštěn trenér Zdeněk Ščasný. Místo něj byl jmenován David Holoubek z juniorských celků, který ovšem neměl potřebnou licenci pro trénování prvoligového týmu, a tak byl pouze dočasným trenérem. Holoubek prožil křest ohněm, jeho první utkání bylo proti italskému velkoklubu Interu Milán. Sparta ale senzačně zvítězila 3:1. Trénování Holoubka bylo specifické tím, že se Sparta potýkala s rozsáhlou marodku a Holoubek tak hojně využíval juniory, které znal z předchozího angažmá. Pod ním tak debut odehráli mj. Císařovský (20 let), Köstl (18), Havelka (18) nebo Christián Frýdek (17). Na konci listopadu 2016 Holoubkovi vypršela povolená lhůta pro trénování bez licence a musel skončit. Jeho jediným větším neúspěchem bylo vyřazení z domácího poháru už v osmifinále Zlínem. Holoubkovým posledním zápasem bylo domácí utkání se Southamptonem, kde Sparta kádr nabitý hvězdami jako například Virgilem van Dijkem přemohla 1:0. Až do zimní přestávky pak tým vedl Zdeněk Svoboda, Holoubkův asistent. V zimě tým převzal Tomáš Požár, jeho vedení ale vůbec nebylo úspěšné, v lize Sparta ve 4 utkáních dvakrát prohrála a v 1/16-finále Evropské ligy vypadla s ruským Rostovem po debaklu 0:4 a dohrávkou 1:1, a po 20. kole byl tak vystřídán Petrem Radou, který se tak stal pátým trenérem Sparty v sezoně 2016/17. Radovo působení bylo v podstatě úspěšné, z 10 utkání prohrála pouze jednou, připsala si remízu s mistrovskou Slavií a výhru nad druhou Plzní. I přesto ale Radovi nebyla smlouva prodloužena.

## Soupiska
| Číslo | Pozice | Nár.                | Hráč                 | Datum narození a věk       | 2016/17 | 2016/17 | 2016/17 | 2016/17 | 2016/17   |
| Číslo | Pozice | Nár.                | Hráč                 | Datum narození a věk       | Z       | Gól     | A       |         | Vyloučení |
| ----- | ------ | ------------------- | -------------------- | -------------------------- | ------- | ------- | ------- | ------- | --------- |
| 2     | O      | Česko               | Ondřej Mazuch        | 15. března 1989 (28 let)   | 23      | 1       | 0       | 7       | 0         |
| 3     | O      | Česko               | Michal Kadlec        | 13. prosince 1984 (32 let) | 41      | 3       | 1       | 7       | 0         |
| 4     | O      | Rusko               | Vjačeslav Karavajev  | 20. května 1995 (22 let)   | 37      | 4       | 9       | 5       | 0         |
| 5     | O      | Česko               | Jakub Brabec         | 6. srpna 1992 (24 let)     | 5       | 1       | 0       | 3       | 1         |
| 6     | Z      | Česko               | Lukáš Vácha          | 13. května 1989 (28 let)   | 21      | 0       | 1       | 9       | 0         |
| 7     | Ú      | Nigérie             | Kehinde Fatai        | 19. února 1990 (27 let)    | 1       | 0       | 0       | 0       | 0         |
| 8     | Z      | Česko               | Marek Matějovský     | 20. prosince 1981 (35 let) | 1       | 0       | 0       | 1       | 0         |
| 9     | Z      | Česko               | Bořek Dočkal         | 30. září 1988 (28 let)     | 22      | 4       | 9       | 2       | 1         |
| 10    | Z      | Česko               | Tomáš Rosický        | 4. října 1980 (36 let)     | 1       | 0       | 0       | 0       | 0         |
| 10    | O      | Česko               | Martin Nový          | 23. června 1993 (24 let)   | 1       | 0       | 0       | 0       | 0         |
| 11    | Z      | Česko               | Lukáš Mareček        | 17. dubna 1990 (27 let)    | 32      | 1       | 0       | 6       | 1         |
| 14    | Z      | Česko               | Martin Frýdek        | 24. března 1992 (25 let)   | 13      | 2       | 3       | 5       | 0         |
| 15    | Ú      | Španělsko           | Néstor Albiach       | 18. srpna 1992 (24 let)    | 8       | 0       | 0       | 0       | 0         |
| 16    | Z      | Česko               | Michal Sáček         | 19. září 1996 (20 let)     | 20      | 0       | 0       | 2       | 0         |
| 17    | Z      | Česko               | Aleš Čermák          | 1. října 1994 (22 let)     | 20      | 1       | 0       | 3       | 0         |
| 18    | Z      | Pobřeží slonoviny   | Tiémoko Konaté       | 3. března 1990 (27 let)    | 16      | 1       | 2       | 4       | 1         |
| 20    | Z      | Česko               | Christián Frýdek     | 1. února 1999 (18 let)     | 1       | 0       | 0       | 0       | 0         |
| 21    | Ú      | Česko               | David Lafata         | 18. září 1981 (35 let)     | 38      | 17      | 3       | 7       | 0         |
| 22    | Z      | Česko               | Daniel Holzer        | 18. srpna 1995 (21 let)    | 18      | 1       | 2       | 1       | 0         |
| 23    | Ú      | Česko               | Josef Šural          | 30. května 1990 (27 let)   | 27      | 8       | 4       | 5       | 0         |
| 24    | Ú      | Česko               | Matěj Pulkrab        | 23. května 1997 (20 let)   | 24      | 7       | 2       | 6       | 0         |
| 25    | O      | Česko               | Mario Holek          | 28. října 1986 (30 let)    | 37      | 1       | 1       | 4       | 0         |
| 26    | O      | Zimbabwe            | Costa                | 6. ledna 1986 (31 let)     | 27      | 1       | 2       | 5       | 1         |
| 27    | B      | Česko               | Miroslav Miller      | 19. srpna 1980 (36 let)    | 2       | 0       | 0       | 1       | 0         |
| 28    | O      | Česko               | Ondřej Zahustel      | 18. června 1991 (26 let)   | 16      | 0       | 0       | 3       | 0         |
| 30    | Ú      | Česko               | Lukáš Juliš          | 2. prosince 1994 (22 let)  | 35      | 4       | 1       | 4       | 0         |
| 32    | Z      | Bosna a Hercegovina | Zinedin Mustedanagić | 1. srpna 1998 (18 let)     | 6       | 0       | 0       | 0       | 0         |
| 33    | B      | Česko               | Tomáš Koubek         | 26. srpna 1992 (24 let)    | 33      | 0       | 0       | 2       | 0         |
| 35    | B      | Česko               | David Bičík          | 4. června 1981 (36 let)    | 9       | 0       | 0       | 0       | 0         |
| 41    | Z      | Česko               | Filip Císařovský     | 25. února 1997 (20 let)    | 1       | 0       | 0       | 0       | 0         |
| 43    | O      | Česko               | Václav Dudl          | 22. září 1999 (17 let)     | 11      | 0       | 0       | 0       | 0         |
| 45    | Z      | Česko               | Filip Havelka        | 21. ledna 1998 (19 let)    | 6       | 0       | 0       | 1       | 0         |
| 46    | O      | Česko               | Milan Kadlec         | 27. února 1995 (22 let)    | 2       | 0       | 0       | 0       | 0         |
| 47    | O      | Česko               | Daniel Köstl         | 23. května 1998 (19 let)   | 3       | 0       | 0       | 1       | 0         |
| 47    | Z      | Česko               | Martin Matoušek      | 2. května 1995 (22 let)    | 1       | 0       | 0       | 0       | 0         |
| 77    | Ú      | Česko               | Václav Kadlec        | 20. května 1992 (25 let)   | 19      | 5       | 0       | 3       | 0         |
| 78    | O      | Česko               | Matěj Hybš           | 3. ledna 1993 (24 let)     | 12      | 0       | 1       | 0       | 0         |
| 88    | Z      | Rumunsko            | Bogdan Vătăjelu      | 24. dubna 1993 (24 let)    | 6       | 0       | 5       | 0       | 0         |

Poznámky
- V tabulce jsou započítána utkání v lize, poháru a evropských pohárech.
- Zaznamenáni jsou pouze hráči, kteří si připsali alespoň jeden start.
- Brabec, Costa, Konaté a Mareček obdrželi červenou kartu po druhé žluté kartě, v tabulce jsou tato utkání zanesena jako 2ŽK + 1ČK.
- Věk je uveden k poslednímu dni sezony, tj. 30. červnu 2017.

## Liga
| 1 30. července 2016 | AC Sparta Praha | 3 : 2 | 1. FC Slovácko | Letná, Praha                                                           |  |
| 20:15 | Bořek Dočkal 2' Bořek Dočkal 10' (pen.) Tiémoko Konaté 39' Tiémoko Konaté 64' Ondřej Zahustel 89' Jakub Brabec 90'+1' | [ 1 ] | 9' Tomáš Košút 53' Jaroslav Diviš 56' Tomáš Rada 56' Eldar Ćivić 70' Jaroslav Diviš 71' Milan Kerbr 81' Patrik Šimko 87' Tomáš Ťok | Diváci: 7 181 Rozhodčí: Miroslav Zelinka AR: Ondřej Pelikán, Jan Paták |  |
| Poznámky: AC Sparta Praha: Bičík – Mich. Kadlec, Brabec, Holek – Konaté, Čermák (46. Mareček), M. Frýdek, Dočkal (C), Zahustel – Juliš (65. Lafata), Jo. Šural (88. Costa). Trenér Ščasný 1. FC Slovácko: Heča – Šimko, Košút, Rada, Reinberk – Šumulikoski (C), Daníček – Kerbr, Havlík (46. Ťok), Biolek (46. Ćivić) – Diviš. Trenér Levý | |       | |                                                                        |  |

| 2 7. srpna 2016 | FK Teplice           | 0 : 0 | AC Sparta Praha | Stadion Na Stínadlech, Teplice                                   |  |
| 19:00 | Admir Ljevaković 85' | [ 2 ] | 72' Lukáš Vácha | Diváci: 14 782 Rozhodčí: Jan Jílek AR: Petr Blažej, Michal Urban |  |
| Poznámky: AC Sparta Praha: Koubek – Mich. Kadlec, Costa, Mazuch – Vácha (75. Zahustel) – M. Frýdek, Čermák (62. Holzer), Dočkal, Mareček – Lafata (C) (61. Juliš), Konaté. Trenér Ščasný FK Teplice: Grigar – Urma, Jeřábek, Lüftner, Vondrášek – Ljevaković – Fillo, Vachoušek (C) (78. Kodeš), R. Hrubý (83. Dressler), Hora – Potočný (88. Vaněček). Trenér Šmejkal |                      |       |                 |                                                                  |  |

| 3 13. srpna 2016 | Bohemians Praha 1905 | 0 : 2 | AC Sparta Praha                  | Ďolíček, Praha                                                          |  |
| 20:00 |                      | [ 3 ] | 18' Lukáš Juliš 31' Bořek Dočkal | Diváci: 5 000 Rozhodčí: Marek Nenadál AR: Ivo Nádvorník, Martin Wilczek |  |
| Poznámky: AC Sparta Praha: Koubek – Costa, Mich. Kadlec, Mazuch (83. Holek) – Holzer (85. M. Frýdek), Mareček, Vácha, Dočkal (C), Zahustel – Juliš (67. Lafata), Jo. Šural. Trenér Ščasný Bohemians Praha 1905: Fryšták – Havel, Gajić, Krch (C), M. Dostál – Švec (46. Šmíd) – Jeslínek (78. Mikuš), Jirásek, Hubínek, Čížek – Kuchta (63. Luts). Trenér Koubek |                      |       |                                  |                                                                         |  |

| 4 21. srpna 2016 | AC Sparta Praha                                                                                     | 3 : 0 | FK Jablonec                            | Letná, Praha                                                            |  |
| 19:30 | Mario Holek 3' Aleš Čermák 20' David Lafata 70' Matěj Pulkrab 75' David Lafata 81' David Lafata 83' | [ 4 ] | 22' Vojtěch Kubista 34' Ondřej Mihálik | Diváci: 8 336 Rozhodčí: Petr Ardeleánu AR: Jiří Moláček, Tomáš Mokrusch |  |
| Poznámky: AC Sparta Praha: Koubek – Costa, Mich. Kadlec, Holek, Karavajev – Vácha – Holzer (59. Juliš), Čermák (46. Pulkrab), Dočkal (71. M. Frýdek), Jo. Šural – Lafata (C). Trenér Ščasný FK Jablonec: V. Hrubý – Mat. Hanousek, Kouřil, Pernica, Kubista – Hübschman (C) – Bazal (60. Končal), Trávník (89. Dil), Pospíšil, Mihálik (68. Štěpánek) – Wágner. Trenér Frťala | |       |                                        |                                                                         |  |

| 5 28. srpna 2016 | FK Dukla Praha    | 0 : 2 | AC Sparta Praha                                       | Stadion Juliska, Praha                                                |  |
| 17:00 | Ondřej Kušnír 44' | [ 5 ] | 30' Martin Frýdek 58' Martin Frýdek 78' Martin Frýdek | Diváci: 6 243 Rozhodčí: Zbyněk Proske AR: Ondřej Černý, Zdeněk Arnošt |  |
| Poznámky: AC Sparta Praha: Koubek – Mich. Kadlec (70. Brabec), Costa, Holek, Karavajev – M. Frýdek, Vácha – Jo. Šural, Lafata (C) (68. Mareček), Zahustel – Juliš (80. Pulkrab). Trenér Ščasný FK Dukla Praha: Hroššo – Podaný, Smejkal, Štetina, Kušnír – Tetour (69. Juroška), Považanec, Mar. Hanousek (C) – Čajič (69. Manzia), Beauguel, Olayinka (82. Preisler). Trenér Šilhavý |                   |       |                                                       |                                                                       |  |

| 6 10. září 2016 | AC Sparta Praha                                                   | 2 : 2 | FK Mladá Boleslav                                                      | Letná, Praha                                                            |  |
| 15:00 | David Lafata 36' Josef Šural 54' Lukáš Vácha 71' David Lafata 74' | [ 6 ] | 24' Tomáš Fabián 42' Golgol Mebrahtu 59' Jan Chramosta 86' Jakub Diviš | Diváci: 14 091 Rozhodčí: Karel Hrubeš AR: Zdeněk Koval, Jakub Hrabovský |  |
| Poznámky: AC Sparta Praha: Koubek – Costa, Mich. Kadlec, Holek, Karavajev – Mareček, Vácha (72. Rosický) – Jo. Šural (77. Pulkrab), Čermák (30. Juliš), V. Kadlec – Lafata (C). Trenér Ščasný FK Mladá Boleslav: Diviš – Fleišman, da Silva, Hůlka, Pauschek – Kúdela (C), Mareš (89. Valenta) – Fabián (84. Kalabiška), Chramosta (86. Klobása), Přikryl – Mebrahtu. Trenér Kalvoda |                                                                   |       |                                                                        |                                                                         |  |

| 7 19. září 2016 | FC Fastav Zlín                                                   | 1 : 1 | AC Sparta Praha                     | Letná, Zlín                                                           |  |
| 17:00 | Josef Hnaníček 11' Jakub Jugas 41' Dame Diop 68' Jakub Jugas 82' | [ 7 ] | 58' Václav Kadlec 88' Lukáš Mareček | Diváci: 5 981 Rozhodčí: Pavel Franěk AR: Martin Wilczek, Michal Myška |  |
| Poznámky: AC Sparta Praha: Koubek – Costa, Holek, Mazuch (54. Mich. Kadlec), Karavajev – M. Frýdek (74. Čermák), Mareček – Jo. Šural (82. Juliš), Dočkal, V. Kadlec – Lafata (C). Trenér Ščasný FC Fastav Zlín: S. Dostál – Matejov, Janíček, Jugas (C), Kopečný – Lu. Holík, Hnaníček (84. Jordan), Živulić, V. Vukadinović – Diop (90.+1. Pazdera), Harba (66. Traoré). Trenér Páník |                                                                  |       |                                     |                                                                       |  |

| 8 25. září 2016 | AC Sparta Praha                                                                      | 0 : 2 | SK Slavia Praha                                               | Letná, Praha                                                        |  |
| 15:30 | Costa 32' Michal Kadlec 59' David Lafata 83' Martin Frýdek 90'+1' Aleš Čermák 90'+3' | [ 8 ] | 45'+3' Muris Mešanović 62' Muris Mešanović 78' Jaromír Zmrhal | Diváci: 18 397 Rozhodčí: Radek Příhoda AR: Ivo Nádvorník, Jan Paták |  |
| Poznámky: 286. derby AC Sparta Praha: Koubek – Mich. Kadlec, Costa (36. Holek), Mazuch, Karavajev (60. Čermák) – V. Kadlec, Dočkal, M. Frýdek, Jo. Šural – Juliš (46. Mareček), Lafata (C). Trenér Ščasný SK Slavia Praha: Pavlenka – Bořil, Deli, Bílek (C), Frydrych – Ngadeu-Ngadjui – Zmrhal, Barák (86. Ščuk), Hušbauer, Mingazov (66. Mihalík) – Mil. Škoda (31. Mešanović). Trenér Šilhavý |                                                                                      |       |                                                               |                                                                     |  |

| 9 2. října 2016 | FC Zbrojovka Brno                                                                                             | 3 : 3 | AC Sparta Praha                                                        | MFS Srbská, Brno                                                       |  |
| 14:30 | Michal Škoda 4' Jakub Šural 31' Jakub Řezníček 51' Jakub Přichystal 80' Alois Hyčka 90'+2' Alois Hyčka 90'+2' | [ 9 ] | 34' Ondřej Mazuch 42' Bořek Dočkal 49' Ondřej Mazuch 88' Matěj Pulkrab | Diváci: 9 223 Rozhodčí: Pavel Královec AR: Lucie Ratajová, Radek Kotík |  |
| Poznámky: AC Sparta Praha: Koubek – Mich. Kadlec, Holek, Mazuch, Karavajev – Mareček (83. Lafata), Sáček – Holzer (79. Juliš), Dočkal (C), Čermák (83. Pulkrab) – V. Kadlec. Trenér Holoubek FC Zbrojovka Brno: Melichárek – Lutonský, Polák (C), Vraštil, Ja. Šural (77. Lacko) – L. Krejčí, Sedlák – Štohanzl (74. Přichystal), Mich. Škoda, Hyčka – Řezníček (79. Vávra). Trenér Habanec | |       |                                                                        |                                                                        |  |

| 10 16. října 2016 | AC Sparta Praha                                           | 3 : 0  | FC Vysočina Jihlava | Letná, Praha                                                           |  |
| 15:00 | David Lafata 30' Vjačeslav Karavajev 51' David Lafata 55' | [ 10 ] |                     | Diváci: 8 447 Rozhodčí: Ondřej Pechanec AR: Pavel Peřina, Valter Boček |  |
| Poznámky: AC Sparta Praha: Koubek – Mich. Kadlec, Holek, Mazuch, Karavajev – Holzer (67. Dudl), Dočkal, Mareček, Juliš (80. Havelka) – V. Kadlec, Lafata (C) (70. Pulkrab). Trenér Holoubek FC Vysočina Jihlava: Hanuš – Mišůn, Rosa, J. Krejčí, Tlustý (75. Blaič) – Zoubele, Hronek – Ikaunieks, Dvořák, Vaculík (C) (59. Vitásek) – Rabušic (46. Batioja). Trenér Bílek |                                                           |        |                     |                                                                        |  |

| 11 23. října 2016 | FC Viktoria Plzeň    | 1 : 0  | AC Sparta Praha                                                                     | Doosan Arena, Plzeň                                                     |  |
| 18:00 | Michael Krmenčík 26' | [ 11 ] | 21' Lukáš Mareček 42' Michal Kadlec 49' Ondřej Zahustel 65' Ondřej Mazuch 77' Costa | Diváci: 11 651 Rozhodčí: Karel Hrubeš AR: Ivo Nádvorník, Ondřej Pelikán |  |
| Poznámky: AC Sparta Praha: Koubek – Mich. Kadlec, Holek, Mazuch, Karavajev (78. Jo. Šural) – V. Kadlec, Dočkal, Mareček, Zahustel – Juliš (63. Pulkrab), Lafata (C) (63. Costa). Trenér Holoubek FC Viktoria Plzeň: Kozáčik – Limberský, Hubník (C), Hejda, Řezník – Hromada (90. Baránek), Hrošovský – Zeman, Hořava, Petržela (87. Matějů) – Krmenčík (69. Poznar). Trenér Pivarník |                      |        |                                                                                     |                                                                         |  |

| 12 29. října 2016 | AC Sparta Praha                                                                                                   | 4 : 0  | 1. FK Příbram                         | Letná, Praha                                                             |  |
| 15:00 | Vjačeslav Karavajev 18' David Lafata 45'+1' Matěj Pulkrab 67' David Lafata 76' Ondřej Mazuch 81' David Lafata 85' | [ 12 ] | 56' Jaroslav Tregler 71' Matěj Chaluš | Diváci: 7 109 Rozhodčí: Marek Nenadál AR: Petr Vysloužil, Petr Antoníček |  |
| Poznámky: AC Sparta Praha: Koubek – Costa, Mich. Kadlec, Mazuch, Karavajev – Holzer, Dočkal (82. Mustedanagić), Holek, Juliš (79. Dudl) – V. Kadlec (9. Pulkrab), Lafata (C). Trenér Holoubek 1. FK Příbram: Hruška – Divíšek, Tregler, Chaluš, Pecháček – Krameš, Trapp – Jan Rezek (C) (73. Majtán), Pilík, Brandner (79. Kacafírek) – Mahmutović. Trenér Rada | |        |                                       |                                                                          |  |

| 13 6. listopadu 2016 | FC Slovan Liberec                  | 0 : 0  | AC Sparta Praha                                                | Stadion U Nisy, Liberec                                            |  |
| 15:00 | Radim Breite 45' Jan Sýkora 45'+1' | [ 13 ] | 16' Costa 42' Bořek Dočkal 47' Daniel Holzer 76' Ondřej Mazuch | Diváci: 6 668 Rozhodčí: Pavel Franěk AR: Petr Blažej, Jiří Moláček |  |
| Poznámky: AC Sparta Praha: Koubek – Costa, Mich. Kadlec, Mazuch, Karavajev – Mareček, Holek – Holzer (69. Dudl), Dočkal, Juliš (84. Mustedanagić) – Lafata (C) (73. Pulkrab). Trenér Holoubek FC Slovan Liberec: Dúbravka – Sýkora, Pokorný (C), Coufal, Nitrianský (62. Komličenko) – Folprecht, Breite – Vůch, Ševčík, Bartl (86. Navrátil) – Baroš. Trenér Trpišovský |                                    |        |                                                                |                                                                    |  |

| 14 20. listopadu 2016 | AC Sparta Praha                                     | 3 : 0  | MFK Karviná      | Letná, Praha                                                              |  |
| 15:00 | Daniel Holzer 4' Matěj Pulkrab 42' David Lafata 71' | [ 14 ] | 53' Vojtěch Smrž | Diváci: 7 238 Rozhodčí: Miroslav Zelinka AR: Tomáš Mokrusch, Ondřej Černý |  |
| Poznámky: AC Sparta Praha: Koubek – Costa, Mich. Kadlec, Holek, Karavajev – Holzer (80. Ch. Frýdek), Havelka, Mareček, Juliš – Pulkrab (46. Mustedanagić), Lafata (C) (85. Dudl). Trenér Holoubek MFK Karviná: Laštůvka – Zelený, Hošek, Dreksa, Li. Holík – Okleštěk (11. Smrž), Šisler – Eismann (C) (58. Jurčo), Panák, Moravec (87. Galuška) – Voltr. Trenér Weber |                                                     |        |                  |                                                                           |  |

| 15 27. listopadu 2016 | FC Hradec Králové                                    | 1 : 2  | AC Sparta Praha                                                                      | Všesportovní stadion, Hradec Králové                               |  |
| 15:00 | Tomáš Malinský 59' Petr Schwarz 71' Libor Žondra 82' | [ 15 ] | 13' Lukáš Juliš 56' Matěj Pulkrab 60' Michal Kadlec 71' Lukáš Juliš 83' Tomáš Koubek | Diváci: 4 500 Rozhodčí: Jiří Houdek AR: Michal Myška, Valter Boček |  |
| Poznámky: AC Sparta Praha: Koubek – Costa, Mich. Kadlec, Mazuch, Karavajev – Holzer (27. Dudl, 90. Musteganagić), Mareček, Holek, Juliš – Pulkrab, Lafata (C). Trenér Svoboda FC Hradec Králové: Ottmar – Plašil (85. M. Černý), Polom, Chleboun, Holeš – Schwarz, Janoušek – Martan, Vlkanova (74. Žondra), Malinský – P. Černý (C) (74. Pázler). Trenér Frimmel |                                                      |        |                                                                                      |                                                                    |  |

| 16 3. prosince 2016 | AC Sparta Praha                                                                      | 2 : 1  | FK Teplice                                       | Letná, Praha                                                    |  |
| 15:00 | Aleš Čermák 34' Michal Kadlec 37' Matěj Pulkrab 39' David Lafata 57' Mario Holek 85' | [ 16 ] | 65' David Vaněček 77' Jan Krob 89' David Vaněček | Diváci: 7 522 Rozhodčí: Jan Jílek AR: Vít Melichar, Kamil Hájek |  |
| Poznámky: AC Sparta Praha: Koubek – Costa, Mich. Kadlec, Mazuch, Karavajev – Čermák (75. Sáček), Holek, Mareček, Juliš – Pulkrab (58. Zahustel), Lafata (C) (84. Mustedanagić). Trenér Svoboda FK Teplice: Grigar – Krob, Jeřábek, Ljevaković (C), Vondrášek – Urma (62. Červenka), Kučera, Soungole (89. Vachoušek), Fillo – Vaněček, Hora (82. Potočný). Trenér Šmejkal |                                                                                      |        |                                                  |                                                                 |  |

| 17 19. února 2017 | AC Sparta Praha | 1 : 0  | Bohemians Praha 1905                              | Letná, Praha                                                            |  |
| 17:30 | Aleš Čermák 36' | [ 17 ] | 25' Dominik Mašek 53' Michal Švec 72' Milan Havel | Diváci: 11 392 Rozhodčí: Petr Ardeleánu AR: Radek Kotík, Petr Antoníček |  |
| Poznámky: AC Sparta Praha: Koubek – Costa, Mich. Kadlec, Holek, Karavajev – Sáček – Čermák (83. Vácha), Dočkal – Konaté, Lafata (C) (86. Jo. Šural), Néstor (66. Juliš). Trenér Požár Bohemians Praha 1905: Berkovec – Havel, Švec, Krch (C), Buchta, M. Dostál – Jirásek, Hubínek – Bartek, Markovič (84. Luts), Mašek (73. Berger). Trenér Koubek |                 |        |                                                   |                                                                         |  |

| 18 26. února 2017 | FK Jablonec                                                 | 3 : 1  | AC Sparta Praha                              | Stadion Střelnice, Jablonec nad Nisou                                        |  |
| 17:30 | Mirzad Mehanović 9' Mirzad Mehanović 20' Ondřej Mihálik 87' | [ 18 ] | 87' Václav Kadlec 90'+3' (pen.) David Lafata | Diváci: 4 062 Rozhodčí: Pavel Královec AR: Tomáš Mokrusch, Zdeněk Dobrovolný |  |
| Poznámky: AC Sparta Praha: Koubek – Costa (20. Hybš), Mich. Kadlec, Holek, Karavajev – Čermák, Sáček – Juliš (58. Jo. Šural), Néstor, Konaté (73. V. Kadlec) – Lafata (C). Trenér Požár FK Jablonec: V. Hrubý – Zelený, Beneš (C), Pernica, Janković – Kubista, Pospíšil (71. Trávník) – Mat. Hanousek, Mehanović (86. Považanec), Diviš – Doležal (66. Mihálik). Trenér Klucký |                                                             |        |                                              |                                                                              |  |

| 19 4. března 2017 | AC Sparta Praha                                  | 1 : 0  | FK Dukla Praha    | Letná, Praha                                                           |  |
| 18:00 | Josef Šural 5' Michal Sáček 33' David Lafata 36' | [ 19 ] | 19' Daniel Tetour | Diváci: 8 936 Rozhodčí: Karel Hrubeš AR: Petr Vysloužil, Zdeněk Arnošt |  |
| Poznámky: AC Sparta Praha: Koubek – Hybš, Mazuch, Holek, Karavajev – Jo. Šural, Sáček, Čermák, V. Kadlec (85. Holzer) – Néstor (61. Mareček), Lafata (C) (75. Konaté). Trenér Požár FK Dukla Praha: Rada – Podaný, Šimůnek, Štetina, Kušnír (72. Brandner) – Tetour (80. Bílovský), Mar. Hanousek, Bezpalec (83. Edmond) – Olayinka, Holenda, Milošević. Trenér Hynek |                                                  |        |                   |                                                                        |  |

| 20 12. března 2017 | FK Mladá Boleslav                              | 1 : 0  | AC Sparta Praha                   | Městský stadion, Mladá Boleslav                                       |  |
| 15:30 | Douglas da Silva 68' Miljan Vukadinović 90'+3' | [ 20 ] | 78' Josef Šural 86' Ondřej Mazuch | Diváci: 4 928 Rozhodčí: Pavel Orel AR: Martin Wilczek, Dušan Pospíšil |  |
| Poznámky: AC Sparta Praha: Koubek – Hybš, Mich. Kadlec, Mazuch, Karavajev – Mareček (C), Sáček (46. Vácha) – Konaté, Čermák (46. Néstor), Jo. Šural – V. Kadlec (77. Holzer). Trenér Požár FK Mladá Boleslav: Šeda – Fleišman (C), Stronati, da Silva, Pauschek – Valenta (90.+4. Čmovš), Mareš (77. M. Vukadinović) – Fabián, Železník (61. Magera), Jánoš – Přikryl. Trenér Svědík |                                                |        |                                   |                                                                       |  |

| 21 17. března 2017 | AC Sparta Praha                                                                | 0 : 0  | FC Fastav Zlín                                                                    | Letná, Praha                                                        |  |
| 20:15 | Lukáš Vácha 39' Ondřej Mazuch 44' Michal Kadlec 59' Vjačeslav Karavajev 90'+1' | [ 21 ] | 60' Vukadin Vukadinović 67' Róbert Matejov 75' Róbert Matejov 90'+2' Jakub Dostál | Diváci: 7 842 Rozhodčí: Radek Příhoda AR: Jiří Moláček, Kamil Hájek |  |
| Poznámky: AC Sparta Praha: Koubek – Hybš, Mich. Kadlec (C), Mazuch, Karavajev – Vácha, Mareček (75. Holek) – Néstor, Čermák (68. Holzer), Jo. Šural – V. Kadlec. Trenér Rada FC Fastav Zlín: J. Dostál – Matejov, Gajić (56. Janíček), Jugas (C) (89. Beauguel), Pazdera – Kopečný, Traoré, Živulić, V. Vukadinović – Lu. Holík, Fantiš (71. Diop). Trenér Páník |                                                                                |        |                                                                                   |                                                                     |  |

| 22 2. dubna 2017 | SK Slavia Praha                           | 1 : 1  | AC Sparta Praha                                                                      | Eden, Praha                                                       |  |
| 17:30 | Josef Hušbauer 68' Milan Škoda 90' (pen.) | [ 22 ] | 70' David Lafata 70' Lukáš Vácha 73' Josef Šural 81' Václav Kadlec 82' Matěj Pulkrab | Diváci: 19 084 Rozhodčí: Pavel Franěk AR: Jan Paták, Pavel Peřina |  |
| Poznámky: 287. derby AC Sparta Praha: Koubek – Hybš, Mareček, Holek, Karavajev – V. Kadlec (89. Juliš), Sáček, Vácha, Konaté (90.+1. Néstor) – Jo. Šural, Lafata (C) (75. Pulkrab). Trenér Rada SK Slavia Praha: Pavlenka – Flo, Deli, Lüftner, Frydrych – Ngadeu-Ngadjui – Zmrhal (78. Mingazov), Barák, Hušbauer (83. van Buren), Tecl (65. Mešanović) – Škoda (C). Trenér Šilhavý |                                           |        |                                                                                      |                                                                   |  |

| 23 9. dubna 2017 | AC Sparta Praha | 3 : 2  | FC Zbrojovka Brno                                                                    | Letná, Praha                                                          |  |
| 17:30 | Michal Kadlec 5' Michal Kadlec 17' Lukáš Mareček 36' Michal Sáček 39' David Lafata 40' David Lafata 40' David Lafata 54' (pen.) | [ 23 ] | 30' Jan Polák 40' Pavel Zavadil 58' Borys Taščy 65' Jakub Šural 90' Dušan Melichárek | Diváci: 8 997 Rozhodčí: Jan Jílek AR: Zdeněk Dobrovolný, Michal Myška |  |
| Poznámky: AC Sparta Praha: Koubek – Hybš, Mich. Kadlec, Holek, Karavajev – Konaté (89. Nový), Mareček, Sáček, Jo. Šural – Lafata (C), Pulkrab (71. Zahustel). Trenér Rada FC Zbrojovka Brno: Melichárek – Jablonský, Kijanskas, Pavlík, Ja. Šural (85. Sedlák) – Polák (75. L. Krejčí), Zavadil (C) – Přichystal (90. Rybička), Taščy, Ashiru – Řezníček. Trenér Habanec | |        |                                                                                      |                                                                       |  |

| 24 15. dubna 2017 | FC Vysočina Jihlava | 1 : 0  | AC Sparta Praha                                         | Stadion v Jiráskově ulici, Jihlava                                       |  |
| 20:15 | Dāvis Ikaunieks 47' | [ 24 ] | 41' Vjačeslav Karavajev 66' Lukáš Vácha 89' Josef Šural | Diváci: 4 101 Rozhodčí: Emanuel Marek AR: Tomáš Mokrusch, Petr Antoníček |  |
| Poznámky: AC Sparta Praha: Koubek – Mich. Kadlec, Holek, Mareček, Karavajev – Jo. Šural, Sáček, Vácha, Konaté (75. Holzer) – Pulkrab (46. Zahustel), Lafata (C). Trenér Rada FC Vysočina Jihlava: Hanuš – Urdinov, Rosa (11. Zoubele), J. Krejčí, Vaculík (C) – Batioja (90.+1. Popović), Hronek, Štěpánek, Fulnek – Ikaunieks (79. Rabušic), Dvořák. Trenér Jinoch |                     |        |                                                         |                                                                          |  |

| 25 23. dubna 2017 | AC Sparta Praha                                                            | 2 : 0  | FC Viktoria Plzeň                | Letná, Praha                                                           |  |
| 17:30 | Tiémoko Konaté 15' Josef Šural 32' Vjačeslav Karavajev 38' Lukáš Vácha 78' | [ 25 ] | 14' Roman Hubník 14' Marek Bakoš | Diváci: 16 830 Rozhodčí: Miroslav Zelinka AR: Ivo Nádvorník, Jan Paták |  |
| Poznámky: AC Sparta Praha: Bičík – Mich. Kadlec, Mareček, Holek, Karavajev – Vácha, Sáček – Vătăjelu (89. Zahustel), Lafata (C) (90.+3. Havelka), Konaté (90.+1. Čermák) – Jo. Šural. Trenér Rada FC Viktoria Plzeň: Kozáčik – Limberský, Hubník (C), Hejda, Řezník – Hrošovský, Hořava – Kovařík (46. Kopic), Bakoš, Petržela (69. Pilař) – Krmenčík (57. Poznar). Trenér Bečka |                                                                            |        |                                  |                                                                        |  |

| 26 28. dubna 2017 | 1. FK Příbram                                 | 1 : 2  | AC Sparta Praha                                                                           | Na Litavce, Příbram                                                   |  |
| 20:15 | Jan Suchan 23' Jan Rezek 45'+2' Jan Kvída 47' | [ 26 ] | 4' Josef Šural 18' Vjačeslav Karavajev 29' Lukáš Vácha 59' Josef Šural 90'+1' Josef Šural | Diváci: 4 285 Rozhodčí: Zbyněk Proske AR: Ondřej Pelikán, Radek Kotík |  |
| Poznámky: AC Sparta Praha: Bičík – Mich. Kadlec, Holek, Mareček, Karavajev – Vácha, Sáček – Vătăjelu, Lafata (C), Konaté (74. Juliš) – Jo. Šural. Trenér Rada 1. FK Příbram: Hruška – Divíšek, Chaluš, Jiránek, Kvída – Suchan, Trapp – Jan Rezek (C), Pilík, Bazal (83. Krameš) – Linhart (89. Kacafírek). Trenér Tobiáš |                                               |        |                                                                                           |                                                                       |  |

| 27 7. května 2017 | AC Sparta Praha  | 1 : 0  | FC Slovan Liberec                                                   | Letná, Praha                                                           |  |
| 17:00 | David Lafata 54' | [ 27 ] | 61' Tomáš Souček 73' Milan Kerbr 78' Radim Breite 86' Roman Potočný | Diváci: 9 664 Rozhodčí: Jan Machálek AR: Jakub Hrabovský, Petr Kotalík |  |
| Poznámky: AC Sparta Praha: Bičík – Hybš, Mich. Kadlec, Holek, Karavajev – Vácha, Sáček – Vătăjelu (77. Zahustel), Čermák (84. Havelka), Konaté – Lafata (C) (90. Matoušek). Trenér Rada FC Slovan Liberec: Dúbravka – Kerbr, Karafiát, Kúdela (C), Mikula – Souček – Vůch (71. Potočný), Breite (81. Baroš), Ševčík, Ekpai – Graiciar. Trenér Trpišovský |                  |        |                                                                     |                                                                        |  |

| 28 12. května 2017 | MFK Karviná                       | 1 : 1  | AC Sparta Praha                    | Městský stadion, Karviná                                                       |  |
| 20:15 | Libor Holík 83' Marek Janečka 86' | [ 28 ] | 43' David Lafata 71' Michal Kadlec | Diváci: 4 833 Rozhodčí: Pavel Julínek AR: Zdeněk Dobrovolný, Stanislav Pochylý |  |
| Poznámky: AC Sparta Praha: Bičík – Hybš, Mich. Kadlec, Holek, Karavajev – Vácha, Sáček – Vătăjelu (80. Zahustel), Lafata (C), Konaté (87. V. Kadlec) – Jo. Šural. Trenér Rada MFK Karviná: Laštůvka (C) – Kalabiška, Hošek, Jovanović, Moravec – Weber (74. Janečka), Panák – Puchel (64. Li. Holík), Budínský, Dressler (90.+1. Lingr) – Wágner. Trenér Weber |                                   |        |                                    |                                                                                |  |

| 29 20. května 2017 | AC Sparta Praha                                                       | 3 : 2  | FC Hradec Králové                                                                       | Letná, Praha                                                      |  |
| 17:00 | Václav Kadlec 23' Josef Šural 31' David Lafata 55' Lukáš Juliš 90'+2' | [ 29 ] | 51' Jan Mudra 61' Ladislav Martan 69' Jakub Šípek 83' Marek Plašil 90'+1' Adam Vlkanova | Diváci: 8 234 Rozhodčí: Jan Jílek AR: Jaroslav Kubr, Valter Boček |  |
| Poznámky: AC Sparta Praha: Bičík – Hybš, Mich. Kadlec, Karavajev, Zahustel – Vácha, Sáček – Vătăjelu (90. Čermák), Lafata (C), V. Kadlec (73. Juliš) – Jo. Šural (86. M. Frýdek). Trenér Rada FC Hradec Králové: Ottmar – Mudra (81. Vlkanova), Čech, Bederka, Plašil – Janoušek (46. Trubač) – Martan, Schwarz, Malinský, M. Černý (C) – Pázler (46. Šípek). Trenér Havlíček |                                                                       |        |                                                                                         |                                                                   |  |

| 30 27. května 2017 | 1. FC Slovácko                           | 1 : 1  | AC Sparta Praha                                   | MFS Miroslava Valenty, Uherské Hradiště                                |  |
| 17:00 | Petr Reinberk 12' Veliče Šumulikoski 72' | [ 30 ] | 45' Lukáš Vácha 68' Lukáš Juliš 87' Michal Kadlec | Diváci: 6 082 Rozhodčí: Ondřej Ginzel AR: Tomáš Mokrusch, Petr Caletka |  |
| Poznámky: AC Sparta Praha: Bičík – Hybš, Mich. Kadlec, Karavajev, Zahustel – Vácha, Sáček (85. Čermák) – Vătăjelu (46. M. Frýdek), Lafata (C), V. Kadlec (46. Juliš) – Jo. Šural. Trenér Rada 1. FC Slovácko: Daněk – Šimko, Břečka, Hofmann, Reinberk – Šumulikoski (C) – Jak. Rezek (58. Ťok), Havlík, Machalík, Navrátil – Zajíc (89. Ju). Trenér Levý |                                          |        |                                                   |                                                                        |  |

### Tabulka
| Poř. | Tým               | Z  | V  | R  | P | VG | OG | B  |
| ---- | ----------------- | -- | -- | -- | - | -- | -- | -- |
| 1.   | SK Slavia Praha   | 30 | 20 | 9  | 1 | 65 | 22 | 69 |
| 2.   | FC Viktoria Plzeň | 30 | 20 | 7  | 3 | 47 | 21 | 67 |
| 3.   | AC Sparta Praha   | 30 | 16 | 9  | 5 | 47 | 26 | 57 |
| 4.   | FK Mladá Boleslav | 30 | 13 | 10 | 7 | 47 | 37 | 49 |
| 5.   | FK Teplice        | 30 | 13 | 9  | 8 | 38 | 25 | 48 |

|  | Postup do 3. předkola (mistrovská kvalifikace) Ligy mistrů UEFA 2017/18   |
|  | Postup do 3. předkola (nemistrovská kvalifikace) Ligy mistrů UEFA 2017/18 |
|  | Postup do 3. předkola Evropské ligy UEFA 2017/18                          |
|  | Postup do 2. předkola Evropské ligy UEFA 2017/18                          |

## Pohár
| 1/16-finále 12. října 2016 | SK Dynamo České Budějovice                               | 1 : 2 | AC Sparta Praha                                                                                                | Střelecký ostrov, České Budějovice |  |
| 16:00 | Jiří Bederka 33' Adrián Čermák 39' Mario Holek 82' (vl.) |       | 19' Lukáš Mareček 29' Filip Havelka 36' Ondřej Mazuch 52' Matěj Pulkrab 56' Lukáš Juliš 90'+2' Miroslav Miller | Diváci: 4 550                      |  |
| Poznámky: AC Sparta Praha: Miller – Mich. Kadlec, Holek, Mazuch, Mil. Kadlec – Císařovský (46. Dudl), Mareček, Havelka, Juliš – Lafata (C) (89. Köstl), Pulkrab (69. Mustedanagić). Trenér Holoubek SK Dynamo České Budějovice: Křížek – Funda, Novák (44. Šourek), Bederka, Řezáč – Čermák, Hála – Táborský, Benát (C) (75. Kladrubský), Wermke – Kadula (79. Tomek). Trenér Lerch |                                                          |       | |                                    |  |

| Osmifinále 26. října 2016 | FC Fastav Zlín                                                                                         | 3 : 1 | AC Sparta Praha                                                         | Letná, Zlín                          |  |
| 16:30 | Marko Jordan 44' Marko Jordan 51' Haris Harba 105' Vukadin Vukadinović 111' (pen.) Róbert Matejov 120' |       | 18' Matěj Pulkrab 46' Daniel Köstl 67' Lukáš Mareček 110' Lukáš Mareček | Diváci: 4 485 Rozhodčí: Ondřej Berka |  |
| Poznámky: AC Sparta Praha: Miller – Costa, Köstl, Holek, Karavajev – Dudl (79. Holzer), Dočkal (C), Mareček, Juliš (110. Mustedanagić) – V. Kadlec, Pulkrab (78. Lafata). Trenér Holoubek FC Fastav Zlín: Dostál – Hubáček, Hájek (C), Jugas, Pazdera – Štípek (71. Matejov), Traoré, Holík, Vukadinović – Diop (81. Harba), Jordan (85. Kopečný). Trenér Páník | |       |                                                                         |                                      |  |

## Evropské poháry

### 3. předkolo Ligy mistrů
| 1. zápas 26. července 2016 | AC Sparta Praha                                                                              | 1 : 1  | FCSB | Letná, Praha                                                            |  |
| 20:00 | Josef Šural 35' Marek Matějovský 66' Ondřej Zahustel 71' Martin Frýdek 74' Michal Kadlec 88' | [ 31 ] | 10' Nicolae Stanciu 43' Adnan Aganovič 52' Gabriel Tamas 55' Mihai Pintilii 75' Nicolae Stanciu 90'+4' Gabriel Enache | Diváci: 13 257 Rozhodčí: Daniel Siebert AR: Jan Seidel, Marco Achmüller |  |
| Poznámky: AC Sparta Praha: Bičík – Mich. Kadlec, Brabec, Holek – Konaté, Čermák (62. Matějovský), M. Frýdek, Dočkal, Zahustel (80. Costa) – Lafata (C), Šural (59. Fatai). Trenér Ščasný FCSB: Niță – Momčilović, Tosca, Tamas, Enache – Aganovič (62. Muniru), Pintilii (C), Achim (89. Popescu), Stanciu – Tudorie (55. Popa), Golubović. Trenér Reghecampf |                                                                                              |        | |                                                                         |  |

| Odveta 3. srpna 2016 | FCSB                                    | 2 : 0  | AC Sparta Praha                                     | Arena Națională, Bukurešť                                                 |  |
| 19:45 | Nicolae Stanciu 31' Nicolae Stanciu 63' | [ 32 ] | 41' Jakub Brabec 51' Jakub Brabec 59' Martin Frýdek | Diváci: 37 127 Rozhodčí: Danny Makkelie AR: Mario Dicks, Hessel Steegstra |  |
| Poznámky: AC Sparta Praha: Bičík – Mich. Kadlec, Costa, Brabec – Vácha – Konaté, Dočkal, M. Frýdek, Zahustel – Lafata (C) (83. Mareček), Šural (62. Juliš). Trenér Ščasný FCSB: Niță – Momčilović, Tosca, Tamas, Enache – Achim (64. Muniru), Pintilii (C) – Hamroun, Stanciu (81. Aganovič), Popa – Golubović (88. Tudorie). Trenér Reghecampf |                                         |        |                                                     |                                                                           |  |

- Celkem 1:3, postupuje  FCSB →  AC Sparta Praha padá do 4. předkola Evropské ligy

### 4. předkolo Evropské ligy
| 1. zápas 18. srpna 2016 | SønderjyskE     | 0 : 0  | AC Sparta Praha                     | Sydbank Park, Haderslev                                                     |  |
| 18:15 | Adama Guira 61' | [ 33 ] | 35' Lukáš Mareček 57' Michal Kadlec | Diváci: 4 795 Rozhodčí: Hüseyin Göcek AR: Mustafa Emre Eyisoy, Kemal Yilmaz |  |
| Poznámky: AC Sparta Praha: Koubek – Costa, Mich. Kadlec, Mazuch, Zahustel – Vácha – Holzer (46. M. Frýdek), Mareček, Dočkal (C), Šural (80. Pulkrab) – Juliš. Trenér Ščasný SønderjyskE: Skender – Dal Hende, Maak, Kanstrup (C), Pedersen – Madsen, Romer (73. Kroon), Drachmann, Absalonsen – Uhre (74. Klove), Guira. Trenér Michelsen |                 |        |                                     |                                                                             |  |

| Odveta 25. srpna 2016 | AC Sparta Praha                                                                                               | 3 : 2  | SønderjyskE                                       | Letná, Praha                                                        |  |
| 20:00 | Lukáš Vácha 32' David Lafata 44' Vjačeslav Karavajev 51' Josef Šural 69' Jakub Brabec 85' Tomáš Koubek 90'+2' | [ 34 ] | 35' Mikael Uhre 40' Troels Klove 81' Marcel Romer | Diváci: 13 685 Rozhodčí: Bobby Madden AR: Graeme Stewart, Sean Carr |  |
| Poznámky: AC Sparta Praha: Koubek – Costa, Mich. Kadlec, Holek, Karavajev (85. Brabec) – Mareček (46. Juliš), Vácha – M. Frýdek, Lafata (C), Šural – Pulkrab (82. Zahustel). Trenér Ščasný SønderjyskE: Skender – Dal Hende, Maak, Kanstrup (C), Pedersen – Absalonsen (87. Luijckx), Romer (83. Mattila), Drachmann, Klove (76. Kroon) – Uhre, Madsen. Trenér Michelsen | |        |                                                   |                                                                     |  |

- Celkem 3:2, postupuje  AC Sparta Praha

### Základní skupina Evropské ligy
Skupina K
| 1 15. září 2016 | Southampton FC                                                                   | 3 : 0  | AC Sparta Praha                     | St Mary's Stadium, Southampton                                         |  |
| 21:05 | Charlie Austin 5' (pen.) Charlie Austin 27' Oriol Romeu 78' Jay Rodriguez 90'+2' | [ 35 ] | 70' Václav Kadlec 88' Matěj Pulkrab | Diváci: 25 125 Rozhodčí: Manuel Gräfe AR: Holger Henschel, Mike Pickel |  |
| Poznámky: AC Sparta Praha: Koubek – Mich. Kadlec, Costa, Holek (C) – Šural (74. Pulkrab), Vácha (64. Mareček), Sáček, M. Frýdek, Karavajev – Juliš (46. Lafata), V. Kadlec. Trenér Ščasný Southampton FC: Forster – Jošida, Targett, van Dijk (C), Martina – Tadić (70. Redmond), Ward-Prowse, Romeu (83. Davis), Hojbjerg – Long, Austin (77. Rodriguez). Trenér Puel |                                                                                  |        |                                     |                                                                        |  |

| 2 29. září 2016 | AC Sparta Praha | 3 : 1  | Inter Milán                                                   | Letná, Praha                                                        |  |
| 19:00 | Václav Kadlec 7' Václav Kadlec 25' Martin Frýdek 58' Mario Holek 76' Lukáš Juliš 78' Václav Kadlec 80' Matěj Pulkrab 90'+2' | [ 36 ] | 46' Andrea Ranocchia 71' Rodrigo Palacio 75' Andrea Ranocchia | Diváci: 14 651 Rozhodčí: Tamáš Bognar AR: Zsolt Varga, Balázs Buzás |  |
| Poznámky: AC Sparta Praha: Koubek – Mich. Kadlec (73. Pulkrab), Holek, Mazuch, Karavajev – Holzer, Sáček, M. Frýdek (66. Juliš), Čermák (88. Lafata) – Dočkal (C) – V. Kadlec. Trenér Holoubek Inter Milán: Handanović – Miangue, Murillo, Ranocchia, D'Ambrosio (56. Ansaldi) – Melo, Banega, Gnoukouri (70. Icardi) – Eder, Palacio, Candreva (63. Perišić). Trenér F. de Boer | |        |                                                               |                                                                     |  |

| 3 20. října 2016 | Hapoel Beer Ševa FC | 0 : 1  | AC Sparta Praha                                                    | Stadion Yaakova Turnera, Beer Ševa                                    |  |
| 19:00 |                     | [ 37 ] | 28' Lukáš Juliš 67' Mario Holek 71' Matěj Pulkrab 90' Bořek Dočkal | Diváci: 15 607 Rozhodčí: Ivan Bebek AR: Tomislav Petrović, Miro Grgić |  |
| Poznámky: AC Sparta Praha: Koubek – Mich. Kadlec, Holek, Mazuch, Karavajev – Holzer (46. Pulkrab), Dočkal (C), Mareček, Zahustel – Juliš (77. Lafata), V. Kadlec (90.+2. Dudl). Trenér Holoubek Hapoel Beer Ševa FC: Goreš – Korhut, Tzedek, Vitor, Bitton – Hoban (73. Sahar), Ogu, Radi (68. Buzaglo) – Nwakaeme, Maranhao (82. Ghadir), Melikson (C). Trenér Bakhar |                     |        |                                                                    |                                                                       |  |

| 4 3. listopadu 2016 | AC Sparta Praha                                                                 | 2 : 0  | Hapoel Beer Ševa FC | Letná, Praha                                                           |  |
| 21:05 | Ben Bitton 23' (vl.) David Lafata 38' Vjačeslav Karavajev 71' Matěj Pulkrab 88' | [ 38 ] |                     | Diváci: 12 891 Rozhodčí: István Vad AR: Istvan Albert, László Viszokai |  |
| Poznámky: AC Sparta Praha: Koubek – Costa, Mich. Kadlec, Mazuch, Karavajev – Holek, Mareček – Holzer (90.+1. Mil. Kadlec), Dočkal, Juliš (72. Dudl) – Lafata (C) (80. Pulkrab). Trenér Holoubek Hapoel Beer Ševa FC: Goreš – Tzedek, Vitor (46. Shabtai), Taha – Korhut, Buzaglo (62. Ghadir), Radi, Hoban, Bitton – Melikson (C) – Maranhao (73. Sahar). Trenér Bakhar |                                                                                 |        |                     |                                                                        |  |

| 5 24. listopadu 2016 | AC Sparta Praha           | 1 : 0  | Southampton FC | Letná, Praha                                                                      |  |
| 19:00 | Costa 11' Mario Holek 32' | [ 39 ] |                | Diváci: 17 429 Rozhodčí: Jesus Gil Manzano AR: Angel Nevado Rodriguez, Juan Yuste |  |
| Poznámky: AC Sparta Praha: Koubek – Costa, Mich. Kadlec, Mazuch, Karavajev – Holek, Mareček – Holzer (90.+1. Dudl), Dočkal, Juliš (90.+3. Köstl) – Lafata (C) (88. Havelka). Trenér Holoubek Southampton FC: Forster – McQueen, van Dijk (C), Jošida, Martina – Ward-Prowse, Hojbjerg (55. Romeu), Clasie (72. Austin) – Rodriguez (55. Boufal), Long, Redmond. Trenér Puel |                           |        |                |                                                                                   |  |

| 6 8. prosince 2016 | Inter Milán                            | 2 : 1  | AC Sparta Praha                    | San Siro, Milán                                                           |  |
| 21:05 | Eder 23' Andrea Ranocchia 73' Eder 90' | [ 40 ] | 54' Lukáš Mareček 65' Bořek Dočkal | Diváci: 6 449 Rozhodčí: Bart Vertenten AR: Rien Vanyzere, Thibaud Nijssen |  |
| Poznámky: AC Sparta Praha: Koubek – Costa, Mich. Kadlec, Mazuch, Karavajev – Čermák (78. Sáček), Mareček, Holek, Juliš (89. Dudl) – Dočkal – Lafata (C) (74. Pulkrab). Trenér Svoboda Inter Milán: Carrizo – Miangue, Ranocchia, Andreolli (C), Murillo – Biabiany, Melo, Ansaldi, Eder – Palacio (46. Perišić), Pinamonti (80. Bakayoko). Trenér Pioli |                                        |        |                                    |                                                                           |  |

| Poř. | Tým                 | Z | V | R | P | VG | OG | B  |
| ---- | ------------------- | - | - | - | - | -- | -- | -- |
| 1.   | AC Sparta Praha     | 6 | 4 | 0 | 2 | 8  | 6  | 12 |
| 2.   | Hapoel Beer Ševa FC | 6 | 2 | 2 | 2 | 6  | 6  | 8  |
| 3.   | Southampton FC      | 6 | 2 | 2 | 2 | 6  | 4  | 8  |
| 4.   | Inter Milán         | 6 | 2 | 0 | 4 | 7  | 11 | 6  |

### Šestnáctifinále Evropské ligy
| 1. zápas 16. února 2017 | FK Rostov                                                              | 4 : 0  | AC Sparta Praha                                        | Olimp-2, Rostov na Donu                                                 |  |
| 19:00 | Miha Mevlja 15' Dmitri Poloz 38' Christian Noboa 40' Sardar Azmoun 68' | [ 41 ] | 20' Tiémoko Konaté 32' Tiémoko Konaté 35' Bořek Dočkal | Diváci: 6 160 Rozhodčí: Bas Nijhuis AR: Rob Van der Ven, Charles Schaap |  |
| Poznámky: AC Sparta Praha: Koubek – Costa, Mich. Kadlec, Mazuch, Karavajev – Vácha (80. Holek) – Konaté, Sáček, Dočkal (C) (87. Lafata), Néstor (76. Hybš) – Juliš. Trenér Požár FK Rostov: Medveděv – Kudrjašov, Granat, Navas, Mevlja, Kalačev – Erokhin (83. Prepelita), Gatcan (C), Noboa – Poloz (74. Devic), Bukharov (67. Azmoun). Trenér Daniliants |                                                                        |        |                                                        |                                                                         |  |

| Odveta 23. února 2017 | AC Sparta Praha                                             | 1 : 1  | FK Rostov                                                                         | Letná, Praha                                                                 |  |
| 21:05 | Costa 36' Costa 67' Josef Šural 71' Vjačeslav Karavajev 84' | [ 42 ] | 13' Dmitri Poloz 24' Aleksandr Bukharov 51' Timofej Kalačev 77' Aleksandr Erokhin | Diváci: 13 413 Rozhodčí: Hüseyin Göcek AR: Mustafa Emre Eyisoy, Kemal Yilmaz |  |
| Poznámky: AC Sparta Praha: Koubek – Costa, Mich. Kadlec, Mazuch (46. Havelka), Karavajev – Néstor (70. Hybš), Holek (C), Čermák, Sáček – Pulkrab (40. Šural), Juliš. Trenér Požár FK Rostov: Medveděv – Kudrjašov, Granat (70. Terentjev), Navas, Mevlja, Kalačev – Gatcan (C) (46. Prepelita), Erokhin, Noboa – Poloz, Bukharov (46. Azmoun). Trenér Daniliants |                                                             |        |                                                                                   |                                                                              |  |

- Celkem 1:5, postupuje  FK Rostov →  AC Sparta Praha končí